# LGBT práva ve Rwandě

Duhová mapa Rwandy

Lesby, gayové, bisexuálové a transgender osoby (LGBT+) se mohu setkávat ve Rwandě s právními komplikacemi, které jsou pro běžné heterosexuální páry neznámé. Stejnopohlavní aktivita mezi jedinci stejného pohlaví nejsou oficiálně nijak postihnuté a nejsou ani známy žádné zákony, které by výslovně stejnopohlavní aktivity zakazovaly.

## Stejnopohlavní soužití
Z historického hlediska předkoloniální éra může chlubit, jelikož v tomto období byly homosexuální soužití naprosto běžné a společností tolerovány. V této éře byly běžné vztahy mezi mladými homosexuálně orientovanými Hutuy a Tutsyi. To dokazuje zdokumentovaný příběh z r. 1986, kdy byl zmapován příběh 19 letého mladíka, který se cvičil jako jeho vrstevníci mimo vesnici na válečníky a mezi nimi díky absenci ženského pohlaví byly běžné homosexuální styky. Typické byly nejen pohlavní styky, ale také navázání emocionálního pouta.
Mladí homosexuáloné z kmene Tutsiů byly často k dispozici pro “zpříjemnění návštěv královského paláce“, takže proto byly označování jako umuswezi nebo umukonotsi, což byl výraz pro sodomitu. 
S příchodem kolonialismu a křesťanství rapidně poklesla tolerance homosexuality ve společnosti a byly zavedene represivní zákony vůči neheterosexuálním jedincům.

##### Moderní éra
V prosinci 2016 projednával rwandský parlament návrh na kriminalizaci homosexuality, kterou by trestal stát až trestem odnětí svobody v rozmezí 5-10 let (podobný ugandskému návrhu). Ministr spravedlnosti Tharcisse Karugarama se ohradil proti tomuto návrhu s tím, že sexualita je soukromá věc, nikoli státní záležitost.
Rwandská ústava též právně neuznává žádnou formu stejnopohlavních svazků, jelikož ústava, konkr. článek 26, definuje manželství jako “svazek muže a ženy“.

## Životní podmínky
Rwandská společnost je díky koloniálním obdobím spíše konzervativní a homosexualitu nepovažuje za společensky akceptovatelnou. Ti, kteří svoji orientaci netají, tak se stali mnohdy oběťmi anonymních výhružných zpráv, obtěžováni a je známo i několik případů bezdůvodného zatčení ze strany policie z důvodu amorálnosti. 
Ze zprávy amerického ministerstva zahraničí v oblasti výkonu lidských práv je napsáno, že Rwanda je vůči komunitě LGBT mnohem více tolerantnější než okolní státy (např. Uganda, Tanzanie či Burundi). Rwanda dokonce podepsala Společné prohlášení OSN odsuzující násilí na LGBT lidech.

## Souhrnný přehled
| Legální stejnopohlavní styk                                          | (vždy legální)            |
| Stejný věk legální způsobilosti k pohlavnímu styku pro obě orientace | Yes                       |
| Antidiskriminační zákony v zaměstnání                                | No                        |
| Antidiskriminační zákony v přístupu ke zboží a službám               | No                        |
| Antidiskriminační zákony v přístupu ke zboží a službám               | No                        |
| Stejnopohlavní manželství                                            | (Ústavní zákaz z r. 2003) |
| Stejnopohlavní soužití                                               | No                        |
| Adopce dítěte partnera                                               | No                        |
| Společná adopce dětí stejnopohlavními páry                           | No                        |
| Gayové a lesby smějí otevřeně sloužit v armádě                       | No                        |
| Možnost změny pohlaví                                                | No                        |
| Přístup k umělému oplodnění pro lesbické ženy                        | No                        |
| Náhradní mateřství pro gay páry                                      | No                        |
| MSM smějí darovat krev                                               | No                        |